# Lisa Jardine
Lisa Anne Jardine CBE (nascuda Lisa Anne Bronowski; Oxford, 12 d'abril de 1944-25 d'octubre de 2015) va ser una historiadora anglesa de l'edat moderna. Era professora d'història del Renaixement, directora del Centre for Editing Lives and Letters en la Universitat de Londres Queen Mary i presidenta de l'Human Fertilisation and Embryology Authority (HFEA). Va ser escollida acadèmica de la Royal Historical Society de Londres (FRHistS) i membre del consell de la Royal Institution, però va renunciar al seu lloc al setembre de 2009.

## Biografia

### Família i estudis
Jardine era la filla menor de Jacob Bronowski i de l'escultora Rita Coblentz i va estar casada amb l'arquitecte John Hare. El seu nom professional prové del cognom del seu primer espòs, Nicholas Jardine, amb qui va tenir una filla i un fill. tres en total. A més, era la cosina del director de televisió Laurence Moody i de l'actriu Clare Lawrence Moody.
Jardine va cursar els seus estudis en el Cheltenham Ladies' College i en el Newnham College, Cambridge. Durant dos anys va estudiar matemàtiques, però en l'últim any, sota la influència de Raymond Williams, va decidir estudiar anglística.

### Carrera professional
Va escriure nombrosos llibres, entre els quals s'inclouen The Curious Life of Robert Hooke: The Man Who Measured London, Ingenious Pursuits: Building the Scientific Revolution i On a Grander Scale: the Outstanding Career of Sir Christopher Wren. El seu llibre Going Dutch, de 2008, va guanyar el premi Cundill d'història de la universitat McGill, que és el premi més important del món per a un llibre d'història, amb un valor de 75 000 dòlars nord-americans. Jardine era l'antiga presidenta del cos governant de la Westminster City School for Boys, de Londres.

## Descobriment sobreJacob Bronowski
El 26 de gener de 2011, Jardine va aparèixer en un documental de la BBC on parla d'un «capítol desconegut» en la vida del seu pare i declara: «recentment he fet un descobriment desagradable sobre la classe de ciències que duia a terme. Durant la Segona Guerra Mundial, va usar la seva intel·ligència per a les matemàtiques per maximitzar la força destructiva dels bombardejos aeris. La gent estava equivocada sobre Jacob Bronowski?» Bronowski va observar que aquestes investigacions havien tingut aplicacions dobles: «No havia passat massa temps des de Hiroshima quan vaig sentir que algú va dir, en presència de Szilárd, que era una tragèdia que els científics usessin els seus descobriments per a la destrucció. Szilárd, la persona més adequada per respondre, va dir que no era una tragèdia dels científics: "és la tragèdia de la humanitat"».

## Defunció
Lisa Jardine va morir de càncer el 25 d'octubre de 2015, als 71 anys.

## Obres

### Llibres
- Francis Bacon: Discovery and the Art of Discourse (1974)
- Still Harping on Daughters: Women and Drama in the Age of Shakespeare (1983)
- From Humanism to the Humanities (1986) amb Anthony Grafton
- What's Left?: Women in Culture and the Labour Movement (1989) amb Julia Swindells
- Erasmus, Man of Letters: The Construction of Charisma in Print (1993)
- Reading Shakespeare Historically (1996)
- Worldly Goods: A New History of the Renaissance[2] (1996)
- Erasmus: The Education of a Christian prince with the Panegyric for Archduke Philip of Àustria (1997) editora
- Hostage to Fortune: The Troubled Life of Francis Bacon (1998) amb Alan Stewart
- Ingenious Pursuits: Building the Scientific Revolution (1999)
- Francis Bacon: The New Organon (2000) editora amb Michael Silverthorne
- Global Interests: Renaissance Art Between East and West (2000) amb Jerry Brotton
- On a Grander Scale: The Outstanding Career of Sir Christopher Wren (2002)
- For the Sake of Argument (2003)
- The Curious Life of Robert Hooke: The Man Who Measured London (2003)
- London's Leonardo: The Life and Work of Robert Hooke (2003) amb Jim Bennett, Michael Cooper i Michael Hunter
- Grayson Perry (2004)
- The Awful End of Prince William the Silent: The First Assassination of a Head of State with a Hand-Gun (2005)
- Going Dutch: How England Plundered Holland's Glory (2008)[6]

### Televisió
- A Point of View. BBC Radio 4 sèries (2008, 2010)
- My Father, the Bomb and Me. BBC Four (26 de gener 2011)